# Південно-Східний фронт (Друга світова війна)
Півде́нно-Схі́дний фронт — оперативно-стратегічне об'єднання радянських військ з 7 серпня до 30 вересня 1942 у Другій світовій війні.

## Командувачі
- генерал-полковник А. І. Єрьоменко (7 серпня — 30 вересня 1942)